# やらにゃん

やらにゃん

やらにゃんは、新潟県胎内市のご当地検定である胎内検定をPRするマスコット。
民間の有志の団体である胎内検定実行委員会が、ご当地検定の実施に際し地域資源の掘り起こしを行うために結成した胎内市の調査隊「胎検！やらにゃん隊」の名前を取って、名前先行型のデザイン公募を行った。その後3回の公開投票・審査により横浜市在住のデザイナー井上ひさと.のデザインが採用された。
2010年現在、胎内検定の印刷物、グッズ、着ぐるみなどで使用されているほか、胎内市の関連イベントでも度々登場している。2010年12月に胎内市の特別住民に登録されてからは胎内市全体のPRキャラとして同市のPRに一役かっている。
名前の「やらにゃん」とは、胎内市周辺の方言（胎内弁）で「やらないの？やるんでしょ？」という相手を促す意味の言葉である。

## 沿革
- 2010年4月1日 胎内検定実行委員会がマスコットを公募を開始。
- 2010年5月9日 第1次公開審査。全国から応募のあった358作品から実行委員会と胎検！やらにゃん隊の投票で25作品を選出。
- 2010年5月16日 第2次市民投票・WEB投票開始。
- 2010年6月6日 第2次市民投票・WEB投票終了。5作品を選出
- 2010年6月13日 第3次最終公開審査にて、デザイン決定。
- 2010年9月17日 着ぐるみ完成。
- 2010年10月11日 第1回胎内検定開催。やらにゃんがパッケージに使われている胎検カレー発売開始。
- 2010年12月15日 胎内市に特別住民登録。
- 2011年1月10日 ツイッターを開始した。
- 2011年1月12日 やらにゃん宛の2011年の年賀状が194通来た。
- 2011年1月16日 胎内スキー場ありがとう感謝イベントで初めてスキーを披露した。
- 2011年2月19日 胎内スキー場スキーカーニバルでたいまつ滑走に参加した。

## デザインについて
名前の「にゃん」の響きからネコのキャラクターであり、耳にかぶっている矢印型(↑)の帽子と額の「や」の字が特徴。矢印は胎内検定と胎内市の進むベクトルで、「や」の字は、胎内弁の誘う・促す意味の「やらにゃん」の「や」とやる気の意味の「やるでば」の「や」の二つの意味がある。
「やらにゃん？」「やるでば！」は胎内検定、胎検！やらにゃん隊を開始する前の掛け声「やらにゃんコール」として使っている。

## プロフィール
誕生日：2005年9月1日(胎内市の合併記念日)、
年齢：１０歳
性格：好奇心旺盛
特技：五感が鋭い、違いのわかる
好きな物：カレーライスとチューカワが大好物、元気のいい「やるでば！」
チューカワとは、胎内市のほとんどのお菓子やさんで作られている和菓子で、小麦粉・卵・砂糖で作られた中花種という生地に餡子が挟んであるギョーザのような形をした和菓子。店ごとに形や味が違う。
嫌いな物：「やらねー」「やらない人」
趣味：おでかけ・食べ歩き・探検・胎内検定
その他：「胎内検定実行委員会　やらにゃん」宛で年賀状を書くと年賀状を返信してくれる。　

## グッズ販売
- 2010年10月胎検カレー・やらにゃんTシャツを発売。
- 2010年11月やらにゃんミニぬいぐるみを発売。

## その他
- 胎内検定の地域振興事業「お店でやらにゃん？キャンペーン」で胎検メニューを食べるともらえる胎検カードを5枚集めると初回限定版のやらにゃんミニぬいぐるみがもらえた。同じく20枚集めるとやらにゃんTシャツがもらえた。